# Хогілаг (комуна)
Хогілаг (рум. Hoghilag) — комуна у повіті Сібіу в Румунії. До складу комуни входять такі села (дані про населення за 2002 рік):
- Валкід (684 особи)
- Прод (274 особи)
- Хогілаг (1196 осіб) — адміністративний центр комуни

Комуна розташована на відстані 230 км на північний захід від Бухареста, 61 км на північний схід від Сібіу, 98 км на південний схід від Клуж-Напоки, 99 км на північний захід від Брашова.

## Населення
За даними перепису населення 2002 року у комуні проживали 2154 особи.
Національний склад населення комуни:
| Національність | Кількість осіб | Відсоток |
| -------------- | -------------- | -------- |
| румуни         | 1814           | 84,2%    |
| цигани         | 229            | 10,6%    |
| угорці         | 84             | 3,9%     |
| німці          | 20             | 0,9%     |

Рідною мовою назвали:
| Мова      | Кількість осіб | Відсоток |
| --------- | -------------- | -------- |
| румунська | 2033           | 94,4%    |
| угорська  | 78             | 3,6%     |
| циганська | 20             | 0,9%     |
| німецька  | 16             | 0,7%     |

Склад населення комуни за віросповіданням:
| Релігія                                       | Кількість осіб | Відсоток |
| --------------------------------------------- | -------------- | -------- |
| православні                                   | 1953           | 90,7%    |
| п'ятдесятники                                 | 56             | 2,6%     |
| римо-католики                                 | 40             | 1,9%     |
| реформати                                     | 33             | 1,5%     |
| лютерани (Синодально-пресвітеріанська церква) | 27             | 1,3%     |
| баптисти                                      | 23             | 1,1%     |
| адвентисти                                    | 13             | 0,6%     |
| бретрени                                      | 8              | 0,4%     |
| лютерани                                      | 1              | < 0,1%   |